# Rajabhat-Universität Loei
Die Rajabhat-Universität Loei (Thai: มหาวิทยาลัยราชภัฏเลย, im englischen Sprachgebrauch Loei Rajabhat University, kurz LRU) ist eine öffentliche Universität im Rajabhat-System von Thailand.

## Lage
Das Universitätsgelände liegt im Landkreis (Amphoe) Chiang Khan, der Provinz Loei. Chiang Khan liegt im westlichen Teil von Nordost-Thailand.

## Geschichte
Die Gründung der Loei-Rajabhat-Universität geht auf das Jahr 1973 zurück, sie wurde am 29. September 1973 als Loei-Lehrerkolleg/Pädagogische Schule gegründet. Am 19. Januar 1995 bekam sie den Status eines Institutes mit dem Namen Rajabhat Institute Loei. Den Status einer Universität wurde 2005 verliehen mit dem Namen Loei Rajabhat University.

### Symbole
Das Emblem der Universität besteht aus den Farben Blau, Grün, Gold, Orange und Weiß, wobei jede Farbe eine eigene Bedeutung hat:
- Das Blau steht für das Königtum und stellt den Bezug her, dass der Name Rajabhat Universitäten vom König stammt.
- Das Grün steht für die 40 Standorte der Rajabhat Universitäten und der auserlesenen naturgemäßen Umgebung.
- Das Gold bedeutet Intellektueller Reichtum.
- Das Orange steht für die lokalen Künste und kulturellen Verzierung aller Rajabhat Universitäts-Standorte.

## Akademische Einrichtungen
Die Universität besitzt vier Fakultäten mit Bachelor- / Master-Studiengängen und Promotionsstudiengängen.
- Fakultät für Pädagogik
- Fakultät für Human- und Sozialwissenschaften
- Fakultät für Naturwissenschaften und Technologien
- Fakultät für Betriebswirtschaft und Management